# Park Crescent
Park Crescent est une rue et un ensemble de bâtiments de Londres. 

## Situation et accès
Cette voie se situe au nord de Portland Place et au sud de Marylebone Road et de Park Square, à proximité de Regent's Park.
Elle se compose d'élégantes maisons mitoyennes en stuc conçues par l'architecte John Nash, dans une forme de demi-cercle (« croissant », d'où son nom). En son centre se trouve une statue d'Édouard-Auguste de Kent.
On trouve à proximité les stations de métro Regent's Park, où circulent les rames de la ligne  Bakerloo, et Great Portland Street, desservie par les lignes  Circle  Hammersmith & City  Metropolitan.

## Origine du nom
La rue doit son nom au fait qu'elle se trouve à proximité de Regent's Park. 

## Historique

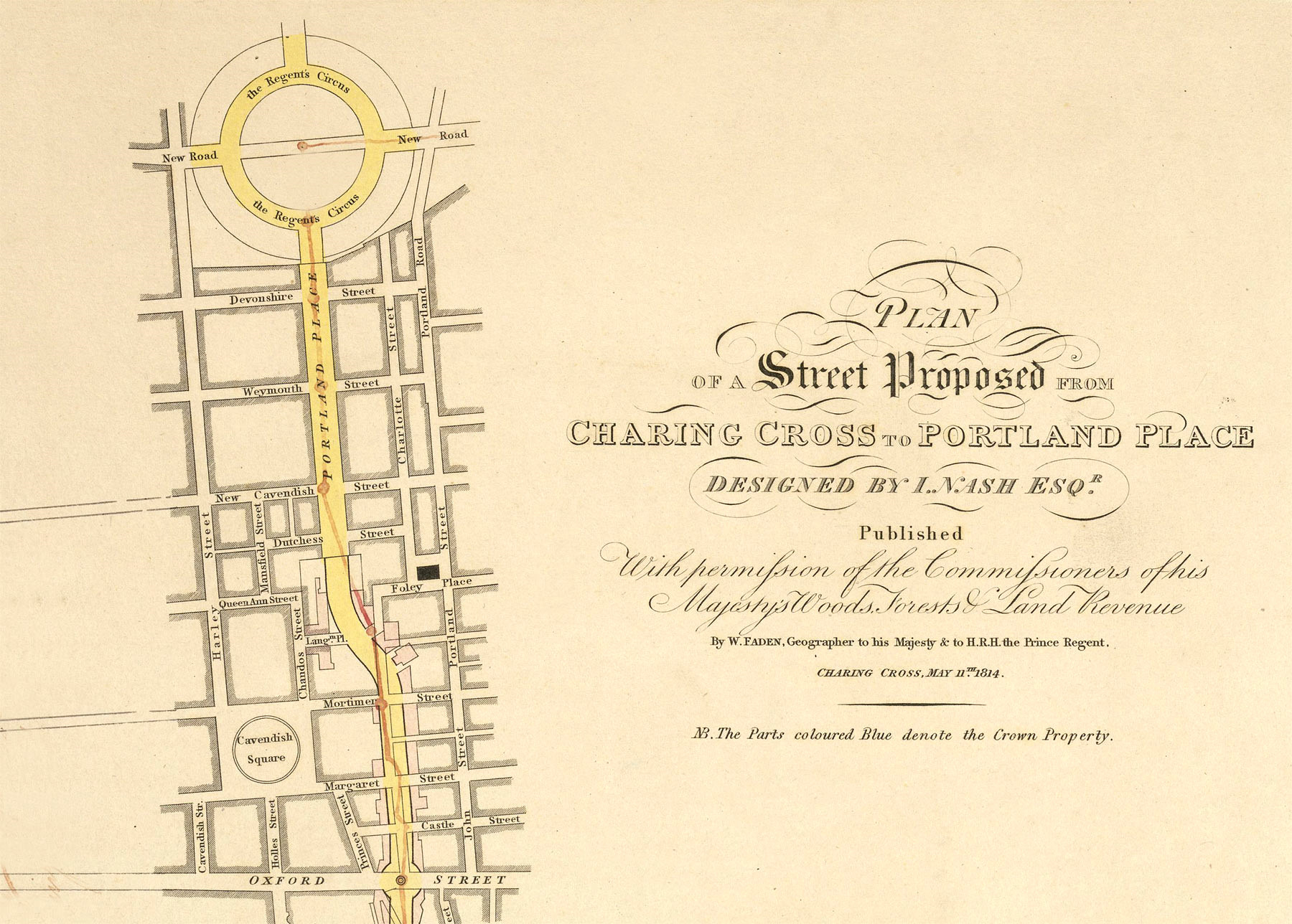
Avant-projet de 1814 montrant le Regent’s Circus achevé.

À l’origine, l’intention de l’architecte John Nash est de construire une vaste place circulaire (un circus), appelée Regent’s Circus. Park Crescent, la partie sud, est achevé en 1812 mais l’entrepreneur fait faillite. La partie nord, symétrique, ne sera jamais construite et John Nash révise ses plans, aménageant à la place l’actuel Park Square. Les bâtiments de Park Crescent sont terminés par William Richardson, Henry Peto et Samuel Baxter.

## Bâtiments remarquables et lieux de mémoire
- No 12 : le chirurgien britannique Joseph Lister (1827-1912) a habité à cette adresse de 1877 à 1912[4].
- No 23 : Joseph Bonaparte, frère de Napoléon, a brièvement habité ici[3].